# Usine sidérurgique de Montataire
Usinor-Montataire est une usine sidérurgique, située en Picardie dans l'agglomération de Creil-Montataire, sur une chute de la rivière Thérain, dans le département de l'Oise. Née dès le XVIIIe siècle puis très active dès le début du siècle suivant, elle a employé plusieurs milliers d'ouvriers sur plus d'un kilomètre carré, avec après la seconde guerre mondiale de grands investissements qui lui ont permis de jouer un rôle central pour compléter les produites de l'usine sidérurgique de Denain dans l'approvisionnement en acier des usines automobiles de la région parisienne et de la Seine-Maritime, grâce à la création du groupe Usinor en 1948 et les investissements américains du  Plan Marshall après-guerre en France.

## Histoire

### XVIIIesiècle
L’origine industrielle du site où va plus tard prospérer l'usine sidérurgique qui sera rebaptisée en 1948 Usinor-Montataire remonte au XVIIIe siècle. L'industriel anglais Taylor établit dans l'ancien moulin à blé Daden, au bord de la rivière Thérain, quelques années avant 1789, une poterie puis en 1791, une papeterie y est à son tour installée. Le chimiste
Weyland-Stahl fait agrandir, près de l’embouchure du Thérain, le même moulin dans lequel il produit de la poudre de novembre 1794 à septembre 1796.

### XIXesiècle
Malgré un net "éloignement du minerai de fer" et l'absence de hauts fourneaux, le site est "devenu un centre métallurgique réunissant des fonderies des forges et des constructions métalliques et mécaniques" dès le XIXe siècle.
L'usine comptera parmi ses débouchés connus "les ponts Mirabeau et de Tolbiac" à Paris, ou encore le pont-canal de Briare et en Indochine le pont Doumer sur le fleuve Rouge, et aussi des hall pour les grandes gares des chemins de fer français, comme à Bordeaux.

#### Années 1800 et 1810: création d'une tréfilerie puis d'un laminoir à tôles
Les établissements Gindre-Duchavany, également implantés à Lyon et connues pour leurs tréfilerie d'or et d'argent, ont en 1807 transformé le site de Montataire en tréfilerie, mais "sans succès". En 1810, c'est le rachat par Praire, père et fils, pour créer une usine de fer et aciers en barres, grâce à deux roues hydrauliques verticales que font tourner une chute d'eau sur le Thérain suffisamment importante, obtenue en modifiant le cours de la rivière, puis en 1813 par les frères Bernard et Louis Mertian, deux négociants parisiens, qui installent un laminoir à tôles, connu pour ses "tuiles" de Montataire en tôle de fer blanc ondulée, Georges Dufaud, directeur de l’usine, utilisant de vieux fers provenant de Paris et de Belgique.

#### Années 1820: traitement du minerai de fer des forêts voisines
En 1823, la fabrique de tôles et fers blancs laminés est convertie en fonderie et forge de fer et de cuivre, afin de "traiter le minerai de fer des forêts voisines", en recourant à une puissance hydraulique augmentée. Pendant un siècle, l'usine affiche ensuite une production "en progression continue".

#### Années 1840: arrivée du chemin de fer
Si les Forges de Montataire et la faïencerie de Creil "grandirent dès le début du XIXe siècle", c'est seulement à partir de l'apparition du chemin de fer de Paris à Lille en 1846 que se sont "multipliées les usines  de Montataire Creil et Nogent-sur-Oise", qui ont "occupé des terrains plats autour de la gare et le long des voies ferrées".
La raccordement des ateliers à la voie ferrée "épargne un déchargement et un rechargement" et donc des frais de manutention et des détériorations". Même si Creil-Montataire est "sur une des plus belles voies navigables de France" le train est "lui plus économique".
La voie fluviale menant à l'Oise est ensuite peu utilisée par les usines locales seules les Forges de Montataire reçoivent par elle environ un tiers de leurs matières premières.

#### Années 1880: la grande grève
Un premier four Martin, four à réverbère doté de récupérateurs de chaleur pour la fusion de ferrailles de recyclage et pour l'affinage de la fonte brute, voit en 1880 le jour sur le site, qui bénéficie "d'importantes commandes d'acier" par la Marine nationale jusqu’en 1900.
À l’usine sidérurgique de Montataire, le personnel comprenait plus de 2 000 ouvriers en 1884 mais il a été réduit de moitié dans les 5 années qui ont suivi, sur fond de crise causée par le Krach boursier de 1882 dû à l'effondrement de la banque Union générale.
L'année 1887 voit une "crise sociale" importante aux Forges de Montataire causée par le mécontentement accumulé. En novembre 1885, la direction avait décidé de réduire les salaires d'une moyenne de 9 à 10 %. Et en août 1887, une grève de tous les ateliers dure deux semaines mais "sans violence, sans désordre manifeste", grâce à  l’existence des « institutions patronales » : économat, logements ouvriers, location de parcelles de terre. Le 18 août 1887, les ouvriers de l’atelier de tôlerie de Montataire, le plus affecté par les périodes de chômage depuis trois ans, ont déclenché cette grève, ayant appris que des commandes importantes et livrables à bref délai créaient une occasion favorable pour eux de réclamer une augmentation de salaire.

### XXesiècle

#### Première Guerre mondiale
La croissance se poursuit jusqu’à la Première Guerre mondiale, qui la voit 
réquisitionnée pour un "massif effort de guerre", la production
de projectiles et de bombes. C'est pendant cette même guerre de 1914/1918 que la première gare de triage du Petit Therain fut érigée par le génie militaire, afin de dégager la gare de Creil et faire transiter le ravitaillement en vivres de la Xe armée.
Une liaison directe à simple voie entre la gare de triage du Petit Thérain et celle de Montataire fut réalisée en avril 1918 pour trier les cercueil qui repartaient du front vers les différents cimetières, mais aussi acheminer directement les vivres militaires, comme pain de l'Oise, venant de Montières et Rochy-Condé.

#### Années 1920
Dans les années 1920, l'usine subit une nouvelle mutation causée par la fin de ce "massif effort de guerre". Le dernier four Martin et les trains à fer marchands sont arrêtés en 1922, laissant place à la fabrication de fûts de fer.
Dans les années 1920, le professeur observe que "les forges et fonderies de Montataire, de réputation ancienne, fabriquent des aciers des tôles galvanisées et ondulées". La voie ferrée occupe à elle seule environ 1500 salariés dans le bassin industriel local en 1920, dont plus de 900 au dépôt de machines de chemin de fer tout proche, à Nogent-sur-Oise. Le trafic ferroviaire est élevé en 1920, avec pour la gare de Creil seule 344 675 tonnes aux arrivages en petite vitesse et 203080 tonnes aux expéditions Plus de 250 salariés travaillent alors  à l'usine de wagons Brissonneau, débouché naturel des produits d'acier de Montataire.
L’usine se modernise lors de sa fusion de 1929 avec un concurrent du département du Nord, qui donne naissance à la SA des Hauts fourneaux et laminoirs de la Sambre. Pour accompagner la croissance de la capacité de production, une centrale électrique thermique à charbon, alimentée par la Compagnie des mines de Lens est construite la même année sur le site.

#### Années 1930
Le krach de 1929 puis la guerre de 1939-1945 privent le site d'investissement important. Alors que l'effort de guerre avait été massif à Montataire en 1914-1918, ce n'est pas le cas en 1939-1945. L'outil de production a vieilli et rendu les conditions de travail difficiles et peu productives car "c’était impossible humainement de travailler sans arrêt pendant huit heures, notamment du fait de la chaleur". Les ouvriers "sortaient les tôles avec des pinces", pour certains "torse nu", avec derrière "un gars qui les aspergeait parce qu’autrement, ils n’auraient pas pu résister" aux températures ambiantes.

#### Années 1940

##### Projet initial
Le lancement dès 1948 du nouveau laminoir de Montataire et de celui de Denain, qui ne sera achevé qu'un peu plus tard, marque "un transfert du centre de gravité de la France sidérurgique de l'est vers le nord" de la France. Il est réalisé grâce à l'appoint des dollars Marshall et Le Monde estime qu'il "faut battre le fer quand il est chaud !".
La décision définitive concernant ce double investissement est selon  Philippe Mioche, professeur d'histoire contemporaine à l'Université de Provence, "bien prise avant" la mise en place le 9 mars 1946 de la commission de la sidérurgie du Plan Monnet, animée par Jean Monnet premier commissaire au Plan de 1946 à 1952.

##### Rôle du Plan Marshall
Le dossier financier des investissements nécessaires, y compris les achats de matériel à United engineering et Westinghouse aux États-Unis, est bouclé en 1946, soit avant le Plan Marshall, mais sous forme de projet.
Usinor a bénéficié par la suite de ce Plan Marshall, car le montant prévu a doublé pour accompagner la hausse des prix, et obtient une rallonge de 6,1 millions de dollars en 1949 et 1950.
Le devis initial des deux investissements, Denain et Montataire est évalué à 23 millions de dollars, consacrée à des équipements venant des deux entreprises américaines.
L'État français accorde une garantie de change, pour acheter les approvisionnements américains, sur la base de 120 francs pour un dollar. Compte tenu des tensions monétaires de l'hiver 1947-1948, elle "devient un joli cadeau" de près de 900 millions de francs pour l'année 1948, qui voit d'emblée Robert Schuman dévaluer de 44,4 % le franc le 25 janvier, puis encore plus tard.

##### Rivalité avec la Lorraine
Cette dévaluation propulse le dollar à 265 francs, quand ces approvisionnements américains sont encore nécessaires. Une augmentation de capital importante, d'un milliard de francs, est prévue, complétée par deux emprunts à moyen terme.
De son côté, la sidérurgie Lorraine est tout d'abord "frappée d’une injuste suspicion de collaboration" pendant la guerre, puis associée aussi les membres de la Commission de modernisation de la sidérurgie insistant sur la nécessité d’installer un second train à Hayange mais en juin 1947 ce dossier est bloqué du fait de l’opposition de François de Wendel, qui indigne contre ses collègues de la commission, Henri Malcor en particulier, qu’il soupçonne dans son carnet personnel "de brader les intérêts de sa firme". Résultat, en septembre 1947 est vantée une solution sous la forme d'une coopérative de transformation des produits d'acier dominée par les de Wendel, à qui tous livreront une quantité fixée de demi-produits.
Ainsi émerge le « Groupement pour le train à bandes de l’Est » qui dépose une demande officielle le 21 octobre 1947. Le gouvernement, lui, craint que cette formule "ne permette aux sidérurgistes de maintenir en activité leurs vieilles tôleries", sapant la rentabilité du nouveau train à bandes et refuse d’accorder aux lorrains une garantie de change. Finalement, le 31 juillet 1948, ce projet lorrain bénéficie de l'arbitrage positif rendu par le ministre Robert Lacoste et Paul Reynaud, l'administration ayant même dû renoncer à la présence d’un représentant de l’État à la future Sollac.
François de Wendel préfère par ailleurs un apport direct de capitaux privés américains et rencontre fin mai 1947, le directeur de la banque Morgan à Paris, qui représente aussi United Steel, disposée à prendre 25 à 30 % de son capital en échange du financement le train à bandes d’Hayange, dans l'idée qu’une prise de participation américaine est préférable à des emprunts d’État, mais ce projet est définitivement abandonné le 21 avril 1948.
Le laminoir de Denain débute son activité le 15 mars 1951, plus tard que Montataire, où le premier laminage a lieu le 18 janvier 1950supervisé "par des ingénieurs américains et anglais" avec "des bobines venues des États-Unis". L'usine sidérurgique de Montataire utilise à partir de cette époque un procédé déjà assez courant aux États-Unis, qui permet de "transformer sans aucune manipulation intermédiaire des blocs de 5 mètres de long" en un rouleau de tôle de 100 mètres à 120 mètres, dans une première usine, puis de procéder dans une seconde usine, celle de Montataire, à un "relaminage à froid jusqu'à une épaisseur bien moindre".

### Années 1950
Dans les années 1950, l'usine de Montataire était "très agitée" car "seul fournisseur de Renault", avant que le constructeur auto ait pû diversifier ses approvisionnements en acier, ce qui fait que "la grosse affaire pour les syndicats et les salariés consistait à mettre Montataire en grève, et 48 heures après Renault Billancourt était fermée". Dès la fin des années 1940, l'usine est le théâtre de tensions à l'intérieur du syndicat majoritaire sur le site, la CGT, l'affaire Roland Bertrand-Marcel Cohene, sur fond de schisme Tito-Staline puis de guerre d'Indochine.
Plus généralement les dirigeants d’entreprises craignaient toujours que se propage "une revendication salariale justifiée par l’exemple d’Usinor-Montataire".
La forte demande du secteur automobile dans les années 1950 fait que la part  dans le chiffre d’affaires des produits plats, spécialité de Montataire, monte régulièrement, passant à 40 % en 1951, 45% en 1952, 54% en 1953 et 57% en 1954, année de boom automobile qui fait que l'usine de Montataire est quasiment saturée.

### Années 1960
Les augmentations de capacité de production de Montataire se poursuivent dans les années 1960 car il "ne s’agit plus de répondre à la seule production de Denain mais bientôt à celle de Dunkerque", centre de sidérurgie sur l'eau à grande capacité, qui a été retardé par la guerre d'Algérie puis mis en route à partir de 1963, pour les débouchés de laquelle sont commandés dès janvier 1960 dans l'usine de Montataire une seconde ligne de décapage et un troisième laminoir, avec nouvel agrandissement de l’atelier de recuit, finalement ouverts respectivement en 1962 et 1963.
Usinor Dunkerque est un projet ancien pour recourir aux navires minéraliers géants, qui sont une nouveauté sur les mers à la fin des années 1950, même si ce genre de navires existait de longue date sur les Grands Lacs de l'Amérique du Nord pour le transport des minerais de fer, d'un des bords de ces lacs à l'autre.

### Années 2010
Le centre de recherche sidérurgique de Montataire a joué un rôle important dans "toutes les avancées en matière d’automobile, en liaison avec celui de Maizières-lès-Metz", selon un rapport d'une commission d'enquête parlementaire sur la sidérurgie. Dans les années 2010, ArcelorMittal compte quatre centres de recherche qu'il veut restructurer, à Maizières-lès-Metz, Montataire, à Gandrange et au sein de sa filiale Industeel au Creusot, un premier regroupement en Lorraine ayant eu lieu dès les années 1990. Le leader mondial de la sidérurgie employait 1214 personnes dans la recherche et développement en avril 2012 dont 60% en France. Des chercheurs travaillent à Montataire et à Unieux, dans le cadre de l’ex-Institut de recherche de la sidérurgie (IRSIDe), une structure spécifique de la profession sidérurgique créée pour mutualiser les coûts entre les différentes entreprises via des cotisations au prorata des chiffres d’affaires

## Traditions sociales
Dans le bassin industriel de Creil, la main-d'œuvre est au XIXe siècle payée un peu moins qu'à Paris, ce qui fait son attractivité, d'autant que l'immigration nationale et internationale y est important: en 1806 Creil, Montataire et Nogent-sur-Oise ne comptaient respectivement que 1161, 882 et 593 habitants et en 1921 leur population a quasiment décuplé pour atteindre  10359, 7809 et 5556 habitants, avec des immigrants "venus de presque toutes les régions de France et aussi de Belgique" car on compte en 1920 un millier de Belges vivant à Montataire mais aussi 450 à Creil et 200 à Nogent-sur-Oise.
Marcel Coene, colonel des FTP pendant la Résistance", est élu maire en 1945, réélu en 1947, et créé les premières cantines et bibliothèques municipales du département de l'Oise, à Montataire.
L'usine d’Usinor-Montataire a bénéficié la première, après la seconde guerre mondiale d'avancées sociales, dès la création du train de tôles de 1948 puis au plan social après des grèves, ce qui a été raconté de façon romancée par un ancien cadre CGC de l’usine, Henry Pefferkorn,. Le règlement mis en place en 1948 et rédigé l'année précédente prévoit un institut de prévoyance pour la retraite complémentaire, une "caisse de secours au décès", des jardins et logements ouvriers, selon la thèse de doctorat d'Éric Godelier.

## Chronologie

### Années 1940
- 9 mars 1946: mise en place de la commission de la sidérurgie du Plan Monnet.
- 1er avril 1947: les deux sociétés du Nord aux fournisseurs américains ont commandé chacune un laminoir et l'État leur ordonne de fusionner en 1948 pour former Usinor, afin de réunir les deux commandes[15]. Ils sont entièrement financés par des prêts d'État du Fonds de modernisation et d'équipement, contre valeur des « Dons » de l'Aide Marshall[15].
- mai 1947: la tactique de la CGT Montataire, lors des grèves chez Renault, est en opposition avec la direction du PCF.
- fin mai 1947:  François de Wendel rencontre  le directeur de la banque Morgan à Paris pour le projet d'Hayange.
- juin 1947: François de Wendel s'oppose à Henri Malcor sur le projet d'Hayange, qu’il soupçonne dans son carnet personnel "de brader les intérêts de sa firme"[8].
- septembre 1947: émerge une solution de coopérative de transformation des produits d'acier dominée par les de Wendel.
- 21 octobre 1947: le « Groupement pour le train à bandes de l’Est » dépose une demande officielle[8].
- décembre 1947: nouvelle vague de grèves en France.
- hiver 1947-1948 : tensions monétaires, l'État français accorde une garantie de change, pour acheter les approvisionnements américains.
- 25 janvier 1948: dévaluation de 44,4 % le franc
- 21 avril 1948: abandon projet de la banque Morgan à Hayange.
- 1948: la construction du nouveau laminoir de Montataire, lancée, celle celui de Denain ne sera achevé que plus tard.
- 23 décembre 1949: le directeur de l'usine de Montataire espère bientôt  produire dix fois plus de tôles qu'il y a un an, et explique que les envois de matériel de Westinghouse ont subi du retard

### Années 1950
- 18 janvier 1950: le premier laminage a lieu à Montataire avec "des bobines venues des États-Unis".
- 1950: la sidérurgie française atteint un niveau record de production sans augmentation appréciable de main-d'œuvre[16].
- 14 mars 1950: Henri Martin arrêté à Toulon et inculpé de sabotage du Dixmude[17].
- 8 mai 1950: les États-Unis annoncennt, la fourniture gratuite de matériel militaire à la France[17].
- 25 juin 1950: déclenchement de la guerre de Corée, la guerre d'Indochine change de nature politique[17].
- 3-8 octobre 1950: défaite de Cao Bang face à Hô Chi Minh soutenu par la Chine[17].
- 19 octobre: Pierre Mendès France affirme que la France n'a pas les moyens de se payer cette guerre[17]
- décembre 1950: Le Monde estime que les premiers produits d'Hayange sortiront sans doute au début de 1952.
- 27 décembre 1950 : ouverture du train de laminage continu à froid de Denain, l'un des projets industriels les plus importants depuis de nombreuses années en Europe continentale[18].
- 15 mars 1951: le laminoir de Denain débute réellement son activité[5]
- 14 avril 1951: René Damien réclame une hausse de 30 % des prix des produits, qui n'ont subi aucune modification depuis le mois d'octobre 1948, pour enfin équilibrer le budget des entreprises sidérurgiques[19].
- avril 1951: René Damien estime que Montataire, dans un mois ou deux, traitera de l'acier français.